# Branchville, New Jersey
Branchville är en kommun av typen borough i Sussex County i New Jersey. Vid 2010 års folkräkning hade Branchville 841 invånare.